# 佐渡島隆平
佐渡島 隆平（さどしま りゅうへい、1979年10月23日 - ）は、日本の実業家。セーフィー創業者・代表取締役社長CEO。

## 人物・来歴
兵庫県生まれ。甲南幼稚園、甲南小学校、甲南中学校・高等学校を経て、甲南大学経済学部在学中の1999年に、Daigakunote.comを創業。2002年甲南大学卒業、ソネット（現ソニーネットワークコミュニケーションズ）入社。2010年に子会社のモーションポートレートに入社。2014年セーフィーを創業し、代表取締役社長CEOに就任。フォーブス日本の起業家ランキング2021で1位に選出。

## 親族
実業家、編集者、著作家の佐渡島庸平は従兄。曾祖父も起業家。祖母は起業して保険代理店を経営した。